# دم‌تاجی‌ها
دم‌تاجی‌ها (نام علمی: Urolophus) نام یک سرده از تیره لقمه‌ماهی گرد است.